# Haematocarpus
Haematocarpus é um género botânico pertencente à família Menispermaceae.

## Espécies
- Haematocarpus comptus
- Haematocarpus incisus
- Haematocarpus subpeltatus
- Haematocarpus thomsoni
- Haematocarpus validus

1. ↑  «Haematocarpus — World Flora Online». www.worldfloraonline.org. Consultado em 19 de agosto de 2020